# Contea di Suiping
La contea di Suiping (遂平县S, Suìpíng XiànP) è una contea della Cina, situata nella provincia di Henan e amministrata dalla prefettura di Zhumadian.